# James Harrison (fútbol americano)
James Harrison (Akron, Ohio, Estados Unidos, 4 de mayo de 1978) es un exjugador profesional de fútbol americano de la National Football League. Jugó Fútbol americano universitario para el equipo de Kent State Golden Flashes y fue firmado por los Pittsburgh Steelers como Agente libre no reclutado en 2002. Cinco veces seleccionado al Pro Bowl, Harrison ganó dos Super Bowls con los Pittsburgh Steelers: XL and XLIII. En 2008, se convirtió se en el único jugador no reclutado en ser nombrado Jugador Defensivo del Año de la NFL.

## Carrera deportiva
James Harrison proviene de la Universidad Estatal de Kent y fue elegido en el Draft de la NFL de 2002.
Ha jugado en los equipos Cincinnati Bengals, Pittsburgh Steelers y New England Patriots

## Estadísticas generales
| Partidos iniciados | Tackles | Fumbles forzados | Intercepciones | Sacks   |
| 109                | 33      | 2                | 5              | 5.0 161 |